# Pollenia sichuanensis
Pollenia sichuanensis är en tvåvingeart som beskrevs av Feng 2004. Pollenia sichuanensis ingår i släktet vindsflugor, och familjen spyflugor. Inga underarter finns listade i Catalogue of Life.